# 克里斯·斯特魯德
克里斯·斯特魯德（Chris Stroud，1982年2月3日—）是一位美國高爾夫球選手，他現在參加PGA巡迴賽的賽事。斯特魯德在2004年轉為職業高爾夫球手。他畢業於拉瑪爾大學。斯特魯德曾經獲得過一項業餘塞是的冠軍。他期間在PGA巡迴賽中最好的戰績則是在2013年旅行者錦標賽。